# Krevní transfuze

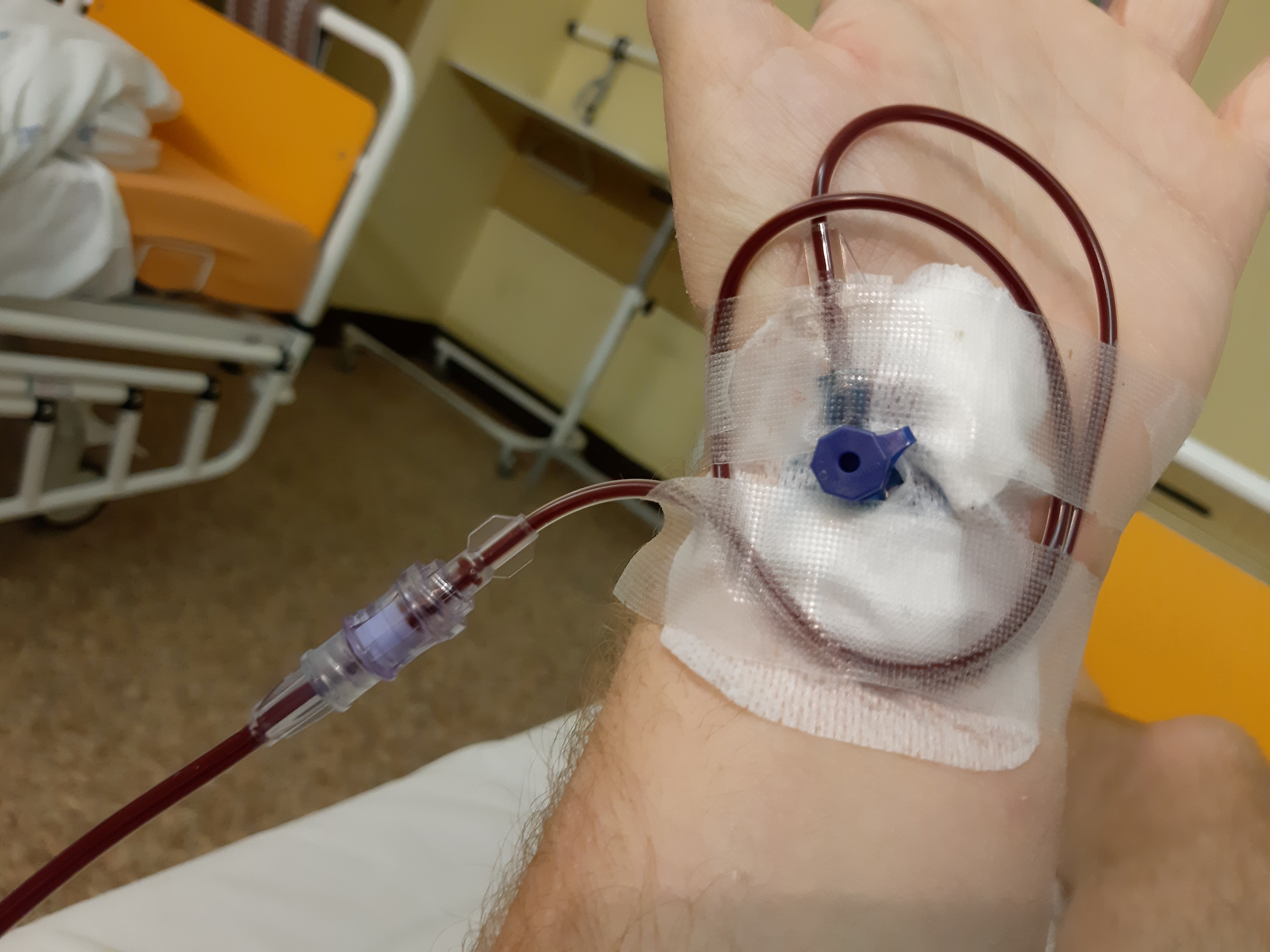
Pacient dostává přes flexilu krevní transfúzi.

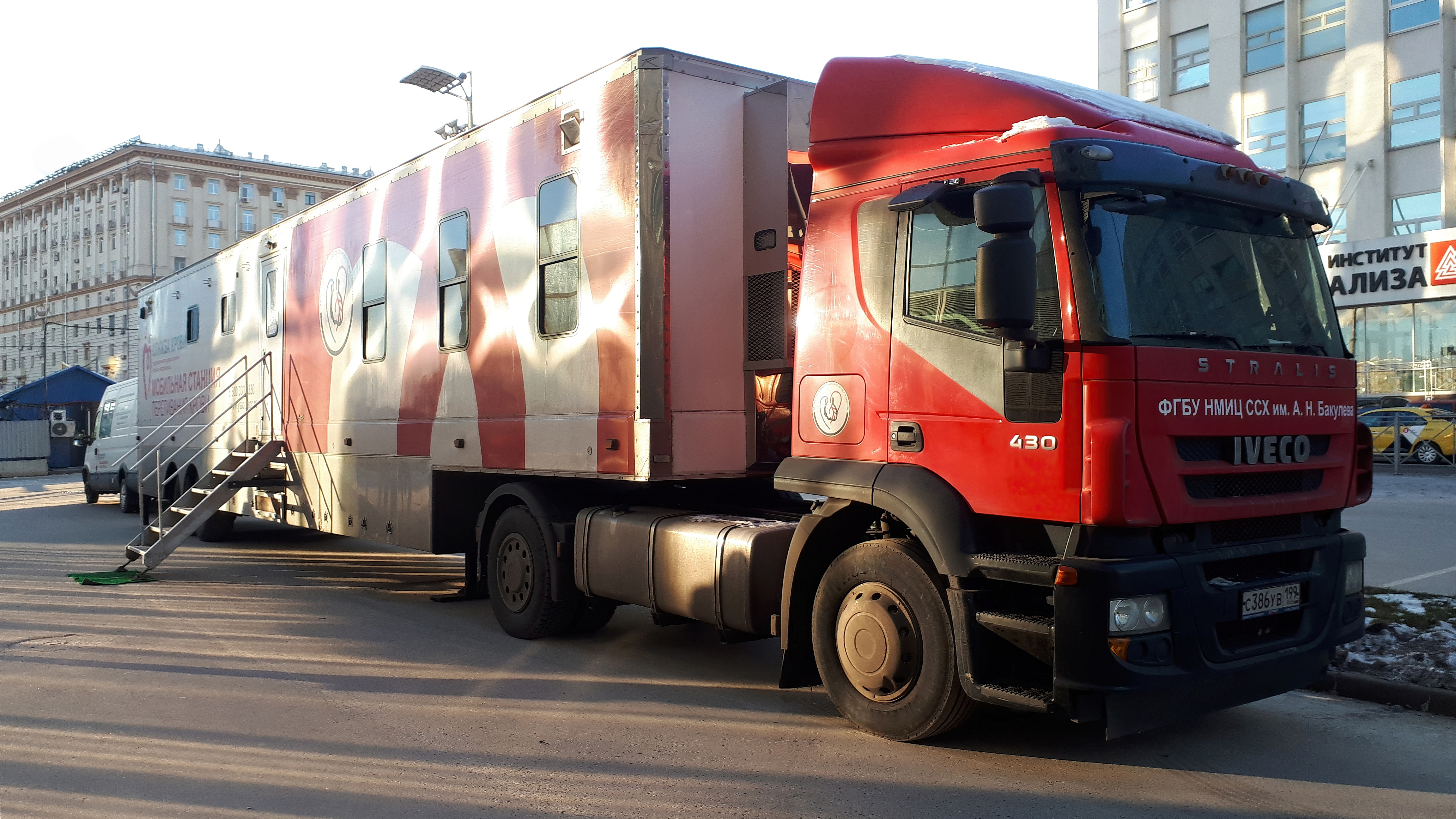
Mobilní transfuzní stanice.

Krevní transfuze je proces, během kterého je do krevního oběhu příjemce vpravena krev nebo krevní složky od dárce. Krevní transfuzi je možné považovat za specifický případ transplantace orgánu. Slovo transfuze je složeno ze slovních základů „trans“ (jenž zde vyjadřuje směřování či přenos krve z jednoho organismu do druhého) a slova „fúze“, které vyjadřuje vzájemné spojení krve ze dvou různých organismů v jednom společném krevním řečišti.

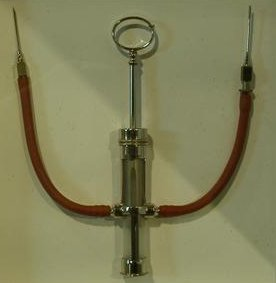
Stříkačka pro přímou krevní transfuzi z druhé světové války

Účelem transfuze krve je udržení života pacienta, který utrpěl ztrátu krve (zapříčiněnou například traumatem nebo chirurgickou operací), nebo jehož krvetvorba je omezena nemocí.
Darovaná krev musí být stejné nebo kompatibilní krevní skupiny a Rh faktoru jako krev příjemce.
Krevní autotransfuze je speciální typ transfuze, kdy je pacientovi podána jeho vlastní krev, která mu byla odebrána (autologní odběr) s dostatečným předstihem před operací nebo vypuknutím nemoci. Nejčastější je použití autotransfuze při ortopedických, urologických a gynekologických operacích.

## Historie použití krevní transfuze
Název transfuze pochází z latinského slova transfuzio. První opravdu vážně míněné vědecké pokusy s transfuzí krve proběhly v polovině 17. století v Anglii a Francii. Vědci a lékaři měli ale v těchto časech značně zkreslenou, neúplnou, a z dnešního pohledu naivní představu o významu krve, a o její funkci v těle. Jelikož tehdejší věda stále ještě vycházela z myšlenek a teorií antických filozofů (především lékaře a filozofa Galéna), které byly bezvýhradně uznávány, bylo velmi těžké prosadit v lékařství jakoukoliv novou myšlenku. Úvahy vědců navíc neovlivňovala jen antická filozofie, ale také Bible, která jasně nabádala k opatrnosti ve vztahu ke krvi a především k opatrnosti při manipulaci s touto vzácnou tekutinou. Krev byla po celá tisíciletí považována za zdroj života a v antice jí byla určena úloha zachování správného poměru vzduchu, vody, ohně a země v těle. Aristoteles se zase domníval, že v krvi jsou ukryty emoce. Úkolem krve tak bylo především udržovat v těle rovnováhu a vyživovat jednotlivé orgány. Pokud byla v těle nerovnováha, projevila se jako nemoc. Většina nemocí byla tedy, dle tehdejších teorií, způsobena buď špatnou krví, nebo nesprávným množstvím krve v těle. Nejčastějším způsobem léčby se tak stalo pověstné pouštění žilou. V polovině 17. století se v Anglii a Francii objevily první úvahy o tom, že transfuze krve by mohla být novým prostředkem k nastolení správné rovnováhy „životních šťáv“ v těle a zároveň by při jejím použití bylo zachováno i správné množství krve v těle, čehož při pouštění žilou nebylo možné dosáhnout. A pokud by byla krev sídlem emocí, jak tvrdil Aristoteles, dala by se navíc pomocí transfuze také ovlivňovat povahu člověka. Transfuze krve tedy neměla být v 17. století využívána tak jako dnes, k záchraně života, ale měla sloužit k léčbě téměř všech nemocí, ke zklidňování agresivních osob, ke změnám nevhodných povahových vlastností člověka a k odstraňování záchvatů šílenství. Přelomem v moderním bádání o krvi byl rok 1616, kdy Angličan William Harvey objevil krevní oběh, čímž částečně popřel dosud nedotknutelné Galénovo učení. Po tomto přelomovém objevu se také zrodila vážně míněná myšlenka provést infuzi a transfuzi.

### Soutěž mezi Anglií a Francií

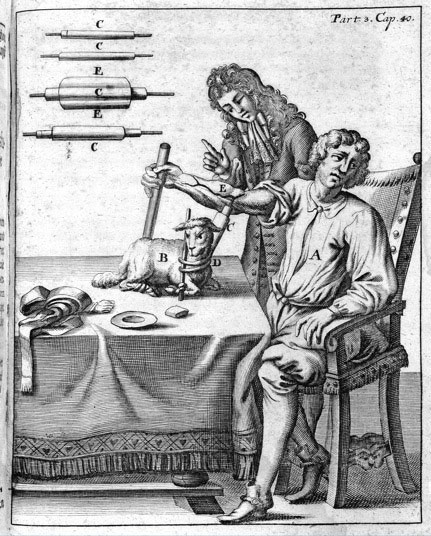
První úspěšná transfúze z ovce na člověka roku 1667

O první transfuze se v Oxfordu pokoušel kolem roku 1639 badatel Francis Potter, ale příliš se mu nedařilo. Na jeho závěry navázali další vědci a roku 1656 byla provedena první úspěšná infuze – injekcí bylo do těla psa vpraveno opium. Transfuzi roku 1665 znovu zkouší další anglický vědec, Richard Lower, a rozvíjí metodu transfuze krve u zvířat. Opakovaně pak provádí transfuze mezi dvěma psy, kdy spojí krční tepnu psa – dárce s krční žílou psa – příjemce, a to pomocí stříbrné trubičky. Výzkumem se snaží zjistit, zda přenos krve způsobil také přenos povahových vlastností. Klade si řadu, z dnešního pohledu naivních, otázek – např. „co se stane, pokud převedeme krev z plachého psa do zuřivého?“ nebo: „změní se u zvířete transfuzí barva srsti?“ V roce 1667 prováděl lékař Edmund King neúspěšné pokusy s transfuzí krve z telete do ovce. Ještě téhož roku provedl převod krve z ovce do psa a z jehněte do lišky. Cílem bylo opět zjistit, zda se přenesou vlastnosti z jednoho zvířete na druhé. Toto vědecké zkoumání anglických badatelů sledovali s určitou žárlivostí jejich kolegové ve Francii. Roku 1666 se konečně rozhodli Angličanům konkurovat. Pařížský lékárník a výzkumník Claudie Perrault tak provede první vážně míněný pokus na kontinentě, když se pokouší provést transfuzi mezi dvěma psy. První skutečně ověřenou, veřejně provedenou a technicky úspěšnou transfuzi provedl rovněž Francouz, matematik, astronom, filozof a lékař Jean-Baptiste Denis roku 1667. Nejprve prováděl pokusy na zvířatech, přičemž zdokonalil způsob propojení dárce a příjemce krve. Téhož roku se pokusil o první transfuzi krve ze zvířete (ovce) na člověka, kterou označil za úspěšnou. Podle Denise se krevní transfuze u člověka osvědčila a tak ve svých pokusech během roku 1667 pokračoval, čímž postupně přenesl transfuzi z laboratoře do lékařské praxe. Angličtí vědci vycítili, že jejich úspěchy jsou ohroženy a že jsou ve výzkumu krve pozadu. V listopadu 1667 tak Richard Lower a Edmund King společně provedli první transfuzi krve u člověka na území Anglie. Opět se jednalo o převod krve ze zvířete na člověka (přesněji z ovce na jistého pana Arthura Coga). Jaký účinek tyto transfuze skutečně měly lze jen těžko určit. Převod zvířecí krve do lidského organismu zřejmě způsobil pouze mírnou alergickou reakci, jelikož převedené množství krve bylo ve všech případech (ve Francii i Anglii) pravděpodobně velmi malé.

### 1667 – tragédie ve Francii
19. prosince 1667 provedl Jean-Baptiste Denis transfuzi krve u Antoina Mauroye, který trpěl opakovanými záchvaty šílenství. Denis se domníval, že pacientova agresivita a zuřivost je způsobena špatnou krví a rozhodl se jej tedy vyléčit nově objevenou metodou. Provedl transfuzi krve z telete do těla pacienta, což údajně vedlo k uzdravení nemocného. K pokusu byli jako diváci pozváni někteří vědci a řada významných osobností Paříže. Zprávy o této úspěšné léčbě se tak na veřejnosti rychle roznesly. Transfuze údajně zapůsobila a Denis se rozhodl ji u tohoto pacienta zopakovat ještě jednou a opět veřejně. 24. prosince 1667 navštívil „vyléčeného“ Antoina Mauroye kněz a prohlásil jej za duševně zdravého. I církev tak uznala transfuzi krve jako léčebnou metodu. O pár dní později se ale záchvaty šílenství vrátily a Denis provedl u tohoto pacienta třetí transfuzi. O den později Antoine Mauroy zemřel. V lednu 1668 byl Jean-Baptiste Denis obviněn z usmrcení svého pacienta, ale soud ho nakonec osvobodil. Neúspěchy při transfuzi zvířecí krve do lidského těla vedly k tomu, že v 70. letech 17. století byly další pokusy s transfuzí krve v Anglii, Francii a Itálii zakázány.

### Konečné vítězství
K problému transfuze krve se věda vrátila až roku 1816, kdy se tématu s velkou zodpovědností, a s pečlivým vědeckým přístupem, ujal profesor fyziologie a porodnictví James Blundell, který vydal roku 1824 knihu o transfuzi krve, v níž zdůraznil zásadu, že krev lze při transfuzi převádět pouze z člověka na člověka. Byla provedena řada úspěšných transfuzí krve, ale u mnoha pacientů se stále projevovaly nepříznivé reakce na převedenou krev, které v několika případech skončily smrtí. Až na počátku 20. století biolog Karl Landsteiner objasnil, v čem je hlavní problém při neúspěšných transfuzích krve. Objevil totiž krevní skupiny a zjistil, že pokud má dárce krve jinou krevní skupinu než příjemce, dochází v těle pacienta k nebezpečné reakci. Zbývající záhadné reakce při transfuzích pak vysvětlil opět Karl Landsteiner (ve spolupráci s A. S. Wienerem) roku 1941 objevením Rh faktoru.

## Možnosti krevní transfuze

Vliv krevní skupiny na kompatibilitu krve při transfuzi

Při krevní transfuzi je životně důležité použít pouze krevní skupinu, která příjemce nepoškodí. Níže uvedená tabulka ukazuje povolené kombinace krve dárce a příjemce.
| dárce →                       | 0−                            | Ano        | Ano | Ano | Ano | Ano | Ano | Ano | Ano |
| dárce →                       | 0+                            | Ne         | Ano | Ne  | Ano | Ne  | Ano | Ne  | Ano |
| dárce →                       | B−                            | Ne         | Ne  | Ano | Ano | Ne  | Ne  | Ano | Ano |
| dárce →                       | B+                            | Ne         | Ne  | Ne  | Ano | Ne  | Ne  | Ne  | Ano |
| dárce →                       | A−                            | Ne         | Ne  | Ne  | Ne  | Ano | Ano | Ano | Ano |
| dárce →                       | A+                            | Ne         | Ne  | Ne  | Ne  | Ne  | Ano | Ne  | Ano |
| dárce →                       | AB−                           | Ne         | Ne  | Ne  | Ne  | Ne  | Ne  | Ano | Ano |
| dárce →                       | AB+                           | Ne         | Ne  | Ne  | Ne  | Ne  | Ne  | Ne  | Ano |
| kompatibilita krevních skupin | kompatibilita krevních skupin | 0−         | 0+  | B−  | B+  | A−  | A+  | AB− | AB+ |
| kompatibilita krevních skupin | kompatibilita krevních skupin | příjemce ↑ |     |     |     |     |     |     |     |

Tabulka názorně ukazuje, že příjemce s krví AB+ může obdržet krev jakéhokoliv dárce, proto se mu říká univerzální příjemce krve. Naopak krev skupiny 0− může být darována všem příjemcům, jde o univerzálního dárce krve.
Pozn.: Krví jsou zde míněny jen červené krvinky.

### Možnosti transfuze plazmy
| dárce →                              | 0                                    | Ano        | Ne  | Ne  | Ne  |
| dárce →                              | B                                    | Ano        | Ano | Ne  | Ne  |
| dárce →                              | A                                    | Ano        | Ne  | Ano | Ne  |
| dárce →                              | AB                                   | Ano        | Ano | Ano | Ano |
| kompatibilita krve pro přenos plazmy | kompatibilita krve pro přenos plazmy | 0          | B   | A   | AB  |
| kompatibilita krve pro přenos plazmy | kompatibilita krve pro přenos plazmy | příjemce ↑ |     |     |     |

Vliv krevní skupiny na kompatibilitu plazmy při transfuzi

Kompatibilita základních krevních skupin pro přenos plazmy je přesně opačná, než pro přenos krve.